# تعدد الزوجات في اليمن
تعدد الزوجات في اليمن يعتبر تعدد الزوجات في اليمن أمر مشروع، نظرًا لأن غالبية سكانها من المسلمين. وتعدد الزوجات جائز في الإسلام حيث يمكن للرجل أن يجمع بين أربع زوجات، ما دام يكرس اهتمامًا متساويًا لكل واحدة منهم. ووفقًا لاستطلاع في البلاد، 7٪ فقط من النساء المتزوجات يقعن تحت حالة تعدد الزوجات، وهذه نسبة أقل بكثير من معظم دول العالم الإسلامي. بالإضافة إلى ذلك، تميل النساء اللاتي يعشن في المناطق الريفية والجبلية إلى قبول تعدد الزوجات أكثر من النساء اللاتي يعشن في المناطق الساحلية والحضرية. أُظهر الاستطلاع أن غالبية النساء اللاتي يقبلن تعدد الزوجات يملن إلى أن يكنّ أقل من حيث المستوى التعليمي من أولئك اللاتي يتزوجن زيجات عادية.